# Melipotis terminifera
Melipotis terminifera är en fjärilsart som beskrevs av Walker 1857. Melipotis terminifera ingår i släktet Melipotis och familjen nattflyn. Inga underarter finns listade i Catalogue of Life.